# 头孢唑兰
头孢唑兰（INN：Cefozopran）是第四代头孢菌素。

## 细菌敏感性和耐药性
大多数嗜麦芽寡养单胞菌菌株已对头孢唑仑产生耐药性。